# Brahima Korbeogo
Brahima Korbeogo (sinh ngày 23 tháng 1 năm 1975) là một cầu thủ bóng đá người Burkina Faso hiện tại thi đấu cho Commune FC.

## Sự nghiệp
Korbeogo trước đó thi đấu cho Satellite FC, Union Sportive des Forces Armées, El-Ittihad El-Iskandary (Ai Cập), Bani Yas Club (Các Tiểu vương quốc Ả Rập Thống nhất), và ASFA Yennega.

## Quốc tế
Anh là một phần của đội tuyển Burkina Faso tại Cúp bóng đá châu Phi 2000, đứng cuối bảng C ở vòng Một, và không thể có mặt ở tứ kết. Korbeogo hiện tại đã thi đấu 16 trận, kể từ khi ra mắt ngày 13 tháng 1 năm 1999, và kết thúc vào ngày 13 tháng 10 năm 2002.